# Leptanthura vitilevui
Leptanthura vitilevui là một loài chân đều trong họ Leptanthuridae. Loài này được Negoescu miêu tả khoa học năm 1999.